# BSG Aktivist Karl Marx Zwickau
BSG Aktivist Karl Marx Zwickau (celým názvem: Betriebssportgemeinschaft Aktivist Karl Marx Zwickau) byl východoněmecký sportovní klub, který sídlil ve městě Cvikově v kraji Karl-Marx-Stadt. Založen byl v roce 1949 pod názvem Aktivist Steinkohle. Zanikl v roce 1968 po fúzi s Motorem Zwickau. Své domácí zápasy odehrával na 	Alfred-Baumann-Kampfbahnu.
Mimo mužský fotbalový oddíl měl sportovní klub i jiné oddíly, mj. oddíl házené.

## Historické názvy
Zdroj: 
- 1949 – BSG Aktivist Steinkohle Zwickau (Betriebssportgemeinschaft Aktivist Steinkohle Zwickau)
- 1951 – BSG Aktivist Karl Marx Zwickau (Betriebssportgemeinschaft Aktivist Karl Marx Zwickau)
- 1968 – fúze s BSG Motor Zwickau ⇒ BSG Sachsenring Zwickau
- 1968 – zánik

## Umístění v jednotlivých sezonách
Stručný přehled
Zdroj: 
- 1950–1951: Landesklasse Sachsen
- 1951–1952: Landesliga Sachsen
- 1952–1957: Bezirksliga Karl-Marx-Stadt
- 1958–1962: II. DDR-Liga – sk. 4
- 1962–1968: DDR-Liga Süd

Jednotlivé ročníky
Zdroj: 
Legenda: Z - zápasy, V - výhry, R - remízy, P - porážky, VG - vstřelené góly, OG - obdržené góly, +/- - rozdíl skóre, B - body, červené podbarvení - sestup, zelené podbarvení - postup, fialové podbarvení - reorganizace, změna skupiny či soutěže
| Východní Německo (1950 – 1968) |                             |        |     |     |     |     |    |    |     |    |        |
| Sezóny                         | Liga                        | Úroveň | Z   | V   | R   | P   | VG | OG | +/- | B  | Pozice |
| 1950/51                        | Landesklasse Sachsen        | 3      | ... | ... | ... | ... | 24 | 28 | -4  | 40 | 8.     |
| 1951/52                        | Landesliga Sachsen          | 3      | ... | ... | ... | ... | 27 | 25 | +2  | 50 | 7.     |
| 1952/53                        | Bezirksliga Karl-Marx-Stadt | 3      | 22  | ... | ... | ... | 41 | 22 | +19 | 30 | 2.     |
| 1953/54                        | Bezirksliga Karl-Marx-Stadt | 3      | 22  | ... | ... | ... | 36 | 30 | +6  | 23 | 6.     |
| 1954/55                        | Bezirksliga Karl-Marx-Stadt | 3      | 22  | ... | ... | ... | 45 | 29 | +16 | 26 | 2.     |
| 1956                           | Bezirksliga Karl-Marx-Stadt | 4      | 26  | ... | ... | ... | 80 | 41 | +39 | 41 | 1.     |
| 1957                           | Bezirksliga Karl-Marx-Stadt | 4      | 26  | ... | ... | ... | 53 | 18 | +35 | 37 | 2.     |
| 1958                           | II. DDR-Liga – sk. 4        | 3      | 26  | ... | ... | ... | 60 | 34 | +26 | 35 | 2.     |
| 1959                           | II. DDR-Liga – sk. 4        | 3      | 26  | ... | ... | ... | 37 | 40 | -3  | 23 | 9.     |
| 1960                           | II. DDR-Liga – sk. 4        | 3      | 26  | ... | ... | ... | 46 | 44 | +2  | 25 | 9.     |
| 1961/62                        | II. DDR-Liga – sk. 4        | 3      | 39  | ... | ... | ... | 86 | 37 | +49 | 54 | 1.     |
| 1962/63                        | DDR-Liga Süd                | 2      | 26  | 7   | 4   | 15  | 34 | 46 | -12 | 18 | 12.    |
| 1963/64                        | DDR-Liga Süd                | 2      | 30  | 11  | 7   | 12  | 41 | 43 | -2  | 29 | 8.     |
| 1964/65                        | DDR-Liga Süd                | 2      | 30  | 14  | 5   | 11  | 59 | 40 | +19 | 33 | 5.     |
| 1965/66                        | DDR-Liga Süd                | 2      | 30  | 14  | 5   | 11  | 41 | 37 | +4  | 33 | 6.     |
| 1966/67                        | DDR-Liga Süd                | 2      | 30  | 12  | 7   | 11  | 43 | 39 | +4  | 31 | 7.     |
| 1967/68                        | DDR-Liga Süd                | 2      | 30  | 10  | 8   | 12  | 40 | 44 | -4  | 28 | 8.     |